# Rupert Ryan (futbolista)
Rupert Ryan (Nueva Zelanda, 25 de febrero de 1974) es un exfutbolista de Nueva Zelanda que jugaba en las posiciones de delantero centro y lateral derecho.

## Carrera

### Club
| Periodo   | Club                       |
| --------- | -------------------------- |
| 1995-1996 | Wellington United          |
| 1997-2001 | Napier City Rovers         |
| 2002–2004 | Miramar Rangers            |
| 2004–2005 | Team Wellington            |
| 2005–2009 | Western Suburbs Porirua    |
| 2007–2008 | → Team Wellington (cedido) |
| 2010–2011 | Oxley United FC            |

### Selección nacional
Jugó para Nueva Zelanda en dos ocasiones, ambos partidos en la Copa de las Naciones de la OFC 1998, donde anotó dos goles en la victoria por 8-1 sobre Vanuatu en Brisbane.

## Logros

### Club
- Liga Nacional de Nueva Zelanda (4): 1998, 2000, 2002, 2003
- Copa Chatham (2): 2000, 2004

### Selección nacional
- Copa de las Naciones de la OFC (1): 1998